# كلافيجو

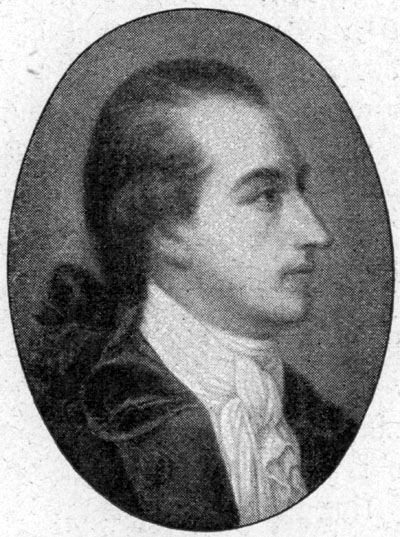

كلافيجو (بالألمانية: Clavigo) هي تراجيديا من خمسة فصول كُتبت بواسطة الأديب الألماني يوهان فولفغانغ فون غوته، يأخذ الدور القيادي في المسرحية بيير بومارشيه، المسرحية كُتبت فقط في غضون ثمانية أيام في مايو 1774. نُشرت للمرة الأولى في يوليو من عام 1774 وكانت العمل المطبوع الأول الذي نشره غوته باسمه الخاص. الأداء الأول للمسرحية كان في 23 أغسطس 1774 في مدينة هامبورغ الألمانية.

## وصلات خارجية
- كلافيجو، على أرشيف الإنترنت.
- كلافيجو، على كتب جوجل.
- كلافيجو، على مكتبة جامعة هارفارد.
- كلافيجو، على مكتبة جامعة ميشيغان.
- كلافيجو، على مكتبة جامعة ولاية بنسلفانيا.